# READY!!
〈READY!!〉 (레디, レディー)는 765PRO ALLSTARS의 노래이다. TV 애니메이션 《THE IDOLM@STER》의 전기 오프닝 테마이다. 싱글은 《THE IDOLM@STER ANIM@TION MASTER》 시리즈 제 1탄으로서 2011년 8월 10일에 일본 컬럼비아에서 발매되었다.

## 개요
꿈으로 향해 밝게 나가는 노래로 되어 있다. 발주 시의 오더는 ‘시작을 느끼는 가사’ ‘(원작 게임의 노래인) 〈GO MY WAY!!〉와 같으면서도 다른 곡조’라는 것이었다는. 한편, 두 번째 곡인 〈어른의 시작〉은 애니메이션 제 2화, 세 번째 곡인 〈추억의 시작〉은 애니메이션 제 3화를 각각 이미지 하고 있다.
초도 한정판에는, 나카무라 에리코, 아사쿠라 아즈미, 누마쿠라 마나미, 하라 유미의 4명에 의한 토크 외, 라이브 이벤트 ‘THE IDOLM@STER 6 th ANNIVERSARY LIVE SMILE SUMMER FESTIV@L!’에서의 〈READY!! (TV size)〉, 〈GO MY WAY!! (M@STER VERSION)〉, 애니메이션의 논테롭 오프닝 영상을 담은 DVD가 부록된다. 2011년 11월 20일에 오비히로 경마장에서 행해진 공식 콜라보레이션 경마 ‘만예 아이돌마스터 기념’의 팡파레로서 사용되어 오프닝 영상도 일부 사용되었다.
mobage의 《아이돌마스터 신데렐라 걸즈》의 CM송으로도 사용되고 있다.
2012년 2월 1일에 발매된 《THE IDOLM@STER ANIM@TION MASTER 07》에는 타이틀 곡 〈READY!!〉와 후기 오프닝곡 〈CHANGE!!!!〉를 조합한 〈READY!! & CHANGE!!!! SPECIAL EDITION〉이 수록되고 있다.
2013년에 발매된 싱글 〈스페샤 애니연 Vol. 1 feat.후쿠하라 카오리 and ARM〉에서 후쿠하라 카오리에게 커버되었다.
2013년 여름에 개최된 라이브 투어 ‘THE IDOLM@STER 8th ANNIVERSARY HOP! STEP!! FESTIV@L!!!’의 각 장소에서 765 PRO ALLSTARS의 각 캐릭터의 솔로 리믹스가 수록된 《THE IDOLM@STER ANIM@TION MASTER READY!! 솔로 리믹스》가 한정 판매되었다. 나고야 공연만, 종연 후에 애니메이션 실 나고야점에서의 특설 코너에서의 판매도 예정되어 있었지만, 해당 장소 내에서 완매했기 때문에 중지가 되었다.

## 차트 성적
8월 9일자 오리콘 데일리 싱글 차트에서 5위를 획득 후에 8월 22일자 오리콘주간 싱글 차트로 추정 매상 매수 약 2.6만을 기록했으며, 첫등장 4위를 획득했다. 또, 《뮤직 스테이션》의 싱글 차트에서 5위, 8월 21일의 《COUNT DOWN TV》에서도 6위에 차트 인했다. 2012년 10월에는 Newtype×마치★아소비 애니메이션 어워드 2012 주제가상을 수상했다.

## 수록곡
| #  | 제목                                        | 작사          | 작곡          | 편곡                                                                                           | 음악가 | 재생 시간 |
| -- | ------------------------------------------- | ------------- | ------------- | ---------------------------------------------------------------------------------------------- | ------ | --------- |
| 1. | 〈READY!! (M@STER VERSION)〉                | yura          | 코사키 사토루 | 765 PRO ALLSTARS                                                                               | 4:25   |           |
| 2. | 〈어른의 시작〉 (おとなのはじまり)          | 시라세 아야   | 오노 타카미츠 | 미나세 이오리(쿠기미야 리에), 타카츠키 야요이(니고 마야코), 후타미 아미/마미(시모다 아사미)    | 3:44   |           |
| 3. | 〈추억의 시작〉 (おもいでのはじまり)        | 시라토 유스케 | 시라토 유스케 | 아마미 하루카(나카무라 에리코), 키쿠치 마코토(히라타 히로미), 하기와라 유키호(아사쿠라 아즈미) | 4:50   |           |
| 4. | 〈READY!! (M@STER VERSION)〉 (Instrumental) |               | 코사키 사토루 |                                                                                                |        |           |

## 수록 앨범
| 곡명                                           | 앨범                                                    | 발매일         | 비고                             |
| ---------------------------------------------- | ------------------------------------------------------- | -------------- | -------------------------------- |
| READY!!                                        | 《THE IDOLM@STER ANIM@TION MASTER 02》                  | 2011년 9월 7일 | TV 애니메이션판 첫 번째 정규음반 |
| READY!! (M@STER VERSION) 하루카 솔로 리믹스    | 《THE IDOLM@STER ANIM@TION MASTER READY!! 솔로 리믹스》 | 2013년 7월 7일 | 아마미 하루카의 솔로             |
| READY!! (M@STER VERSION) 미키솔로 리믹스       | 《THE IDOLM@STER ANIM@TION MASTER READY!! 솔로 리믹스》 | 2013년 7월 7일 | 호시이 미키의 솔로               |
| READY!! (M@STER VERSION) 치하야 솔로 리믹스    | 《THE IDOLM@STER ANIM@TION MASTER READY!! 솔로 리믹스》 | 2013년 7월 7일 | 키사라기 치하야의 솔로           |
| READY!! (M@STER VERSION) 야요이 솔로 리믹스    | 《THE IDOLM@STER ANIM@TION MASTER READY!! 솔로 리믹스》 | 2013년 7월 7일 | 타카츠키 야요이의 솔로           |
| READY!! (M@STER VERSION) 유키호 솔로 리믹스    | 《THE IDOLM@STER ANIM@TION MASTER READY!! 솔로 리믹스》 | 2013년 7월 7일 | 하기와라 유키호의 솔로           |
| READY!! (M@STER VERSION) 마코토 솔로 리믹스    | 《THE IDOLM@STER ANIM@TION MASTER READY!! 솔로 리믹스》 | 2013년 7월 7일 | 키쿠치 마코토의 솔로             |
| READY!! (M@STER VERSION) 아미/마미 솔로 리믹스 | 《THE IDOLM@STER ANIM@TION MASTER READY!! 솔로 리믹스》 | 2013년 7월 7일 | 후타미 아미/마미의 솔로          |
| READY!! (M@STER VERSION) 이오리 솔로 리믹스    | 《THE IDOLM@STER ANIM@TION MASTER READY!! 솔로 리믹스》 | 2013년 7월 7일 | 미나세 이오리의 솔로             |
| READY!! (M@STER VERSION) 아즈사 솔로 리믹스    | 《THE IDOLM@STER ANIM@TION MASTER READY!! 솔로 리믹스》 | 2013년 7월 7일 | 미우라 아즈사의 솔로             |
| READY!! (M@STER VERSION) 리츠코 솔로 리믹스    | 《THE IDOLM@STER ANIM@TION MASTER READY!! 솔로 리믹스》 | 2013년 7월 7일 | 아키즈키 리츠코의 솔로           |
| READY!! (M@STER VERSION) 타카네 솔로 리믹스    | 《THE IDOLM@STER ANIM@TION MASTER READY!! 솔로 리믹스》 | 2013년 7월 7일 | 시죠 타카네의 솔로               |
| READY!! (M@STER VERSION) 히비키 솔로 리믹스    | 《THE IDOLM@STER ANIM@TION MASTER READY!! 솔로 리믹스》 | 2013년 7월 7일 | 가나하 히비키의 솔로             |

## 커버
- 커스터마이즈 - 2013년 4월 10일 발매의 싱글 〈원령공주〉에 수록.
- 후쿠하라 카오리 - 2013년 5월 1일 발매의 싱글 〈스페샤 애니연 Vol. 1 feat.후쿠하라 카오리 and ARM〉에 수록.
- M.O.E.(하타노 와타루, 테라시마 타쿠마) - 2014년 4월 9일 발매의 앨범 《그 날에 꿈꾼 CD》에 수록.

## 차트
| 차트                                     | 최고 순위 |
| ---------------------------------------- | --------- |
| 일본 (오리콘 차트 (데일리))              | 5         |
| 일본 (오리콘 차트 (주간))                | 4         |
| 일본 (오리콘 차트 (월간))                | 19        |
| 일본 (오리콘 차트 (연간))                | 151       |
| 일본 (뮤직 스테이션)                     | 5         |
| 일본 (Billboard JAPAN HOT 100)           | 13        |
| 일본 (Billboard JAPAN Hot Singles Sales) | 3         |
| 일본 (Billboard JAPAN Hot Animation)     | 1         |
| 일본 (CDTV)                              | 6         |
| 일본 (초! 애니멜로 착신음 풀 (연간))     | 31        |
| 일본 (애니멜로믹스 착신음 (연간))        | 42        |
| 일본 (애니멜로★노래 착신음 (연간))       | 34        |

### 내용주
1. ↑  아마미 하루카(나카무라 에리코), 호시이 미키(하세가와 아키코), 키사라기 치하야(이마이 아사미), 타카츠키 야요이(니고 마야코), 하기와라 유키호(아사쿠라 아즈미), 키쿠치 마코토(히라타 히로미), 후타미 아미/마미(시모다 아사미), 미나세 이오리(쿠기미야 리에), 미우라 아즈사(타카하시 치아키), 시죠 타카네(하라 유미), 가나하 히비키(누마쿠라 마나미), 아키즈키 리츠코(와카바야시 나오미)이다.

### 참조주
1. ↑  나가사와 토모노리 (2011년 7월 20일). “アニカン” [애니캔] (일본어). Vol.98 (2011년 8월호). MG2: 12.
2. ↑  yura; 코사키 사토루 (2011년 7월 13일). “アニメ「アイマス」主題歌決定 「GO MY WAY!!」「キラリメラリ」のyura&神前コンビによる「READY!!」” [애니메이션 “아이마스” 주제가 결정 ‘GO MY WAY!!’ ‘키라리메라리’의 yura&신전 콤비에 의한 ‘READY!!’]. 《메가미마가진》 (일본어) (학연 퍼블리싱) 13 (7): 43. 雑誌08643-07.
3. ↑  코롬비아스탓후의 트위터에의 발언에서.
4. ↑  “「アイドルマスター」主題歌がデイリーランキングで5位発進” [“아이돌마스터”주제가가 데일리 차트에서 5위 발진]. 《오타☆스케》 (일본어). 2011년 8월 11일. 2011년 8월 29일에 확인함.
5. 1 2  “「アイマス」主題歌が2.6万枚を売り上げて週間ランキングで4位” [“아이마스” 주제가가 2.6만 장을 팔고 주간 차트에서 4위]. 《오타☆스케》 (일본어). 2011년 8월 17일. 2011년 8월 29일에 확인함.
6. 1 2  “M스테파워랭킹”. 《뮤직 스테이션 공식 사이트》 (일본어). 분카 방송. 2011년 8월 12일. 2013년 5월 30일에 원본 문서에서 보존된 문서. 2011년 8월 16일에 확인함.
7. 1 2  “TBS「CDTV」今週のトップ100” [TBS “CDTV” 금주의 톱100]. 《COUNT DOWN TV공식 사이트》 (일본어). TBS. 2011년 8월 21일. 2011년 8월 21일에 확인함.
8. ↑  “着うたフル/2011年/年間ダウンロードランキング/超!アニメロ” [착신음 풀/2011년/연간 다운로드 차트/초! 애니멜로]. 《초! 애니멜로》 (일본어). 2011년 12월 9일. 2021년 5월 11일에 원본 문서에서 보존된 문서. 2011년 12월 31일에 확인함.
9. ↑  “着うた/2011年/年間ダウンロードランキング/アニメロミックス” [착신음/2011년/연간 다운로드 차트/애니멜로믹스]. 《애니멜로믹스》 (일본어). 2011년 12월 9일. 2019년 2월 16일에 원본 문서에서 보존된 문서. 2011년 12월 31일에 확인함.
10. ↑  “着うた/2011年/年間ダウンロードランキング/アニメロ★うた” [착신음/2011년/연간 다운로드 랭킹/애니멜로★노래]. 《애니멜로★노래》 (일본어). 2011년 12월 9일. 2012년 3월 9일에 원본 문서에서 보존된 문서. 2011년 12월 31일에 확인함.